# Thọ Thế
Thọ Thế là một xã thuộc huyện Triệu Sơn, tỉnh Thanh Hóa, Việt Nam.
xã Thọ Thế gồm 6 thôn 12 làng: Thọ Cương, Bảo Lộc, Bảo Chung, Dưỡng Hạ, Kích Tiến, Kích Thôn, Phú Xuân, Phú Cốc, Phú Liễm, Phong Niên, Phong Hoa, Xuân Lai
Xã Thọ Thế nằm dọc theo tuyến quốc lộ 47, phía Đông giáp xã Dân Lực, phí Tây giáp xã Thọ Dân, phía Nam giáp xã Thọ Tân, Phía bắc giáp xã Xuân Thinh, Thọ Phú
Tiền thân xã Thọ Thế tên cũ xã Đồng Tâm thuộc huyện Thọ Xuân, Thanh Hóa 
Xã Thọ Thế có diện tích 5,59 km², dân số năm 1999 là 4640 người, mật độ dân số đạt 830 người/km².